# Torvaldo e Dorliska
Torvaldo e Dorliska (título original en italiano; en español, Torvald y Dorliska) es una ópera semiseria en dos actos con música de Gioachino Rossini y libreto en italiano de Cesare Sterbini, basada en Lodoïska (1796) de Francesco Gonella. Se estrenó en el Teatro Valle de Roma el 26 de diciembre de 1815. 
El binomio Gioachino Rossini y Cesare Sterbini realizó la ópera bufa más famosa del género, El barbero de Sevilla. A pesar de ello, el primer contacto profesional entre el compositor y el libretista tuvo lugar unos meses antes de este febrero de 1816, mes en que El barbero vio la luz. Fue por Torvaldo e Dorliska.
En el estreno participaron intérpretes de renombre, como Filippo Galli en el papel del malvado duque de Orlov o Domenico Donzelli interpretando al enamorado Torvaldo. A pesar del buen reparto, la ópera no tuvo el éxito esperado, y aunque no fue un fracaso, poco a poco cayó en el olvido, desapareciendo del repertorio hacia el año 1839. 
Torvaldo e Dorliska pasa hoy en día bastante desapercibida, pero resulta muy interesante de escuchar por la frescura de su música y por la delimitación psicológica de los personajes que forman el drama.
La obra quedó completamente olvidada hasta la plena instauración del llamado Renacimiento rossiniano. En el año 1976 la ópera resucitó en Milán de la mano de Alberto Zedda con un reparto que unía a nombres tan rossinianos como Lella Cuberli, Enzo Dara y Lucia Valentini Terrani, junto con otros más alejados de la óptica belcantista como es Sigmund Nimsgern. El año del bicentenario rossiniano fue fundamental para Torvaldo i Dorliska: la RTSI programó de nuevo esta ópera con un reparto que incluyó a Ernesto Palacio y Fiorella Pediconi en los roles principales al lado de Stefano Antonucci en el papel del Duque y a Mauro Buda como su criado Giorgio. Dirigía el desaparecido Massimo de Bernart. 
En las estadísticas de Operabase aparece con solo dos representaciones en el período 2005-2010. En el año 2006 se presentó la ópera en Pesaro, de la mano de Darina Takova y Francesco Meli como protagonistas, Michele Pertusi como Duque y Bruno Pratico en el papel de Giorgio, dirigidos por Víctor Pablo Pérez y con la puesta en escena firmada por Daniele Abbado.